# Тяжёлая атлетика на летней Универсиаде 2017
Соревнования по тяжёлой атлетике на XXVII Всемирной Летней Универсиаде прошли с 20 по 25 августа 2017 года.

## Медалисты

### Мужчины
| Вид          | Золото                   | Серебро                                       | Бронза                        |
| ------------ | ------------------------ | --------------------------------------------- | ----------------------------- |
| До 56 кг     | Ом Юн Чхоль КНДР         | Луис Альберто Гарсия Доминиканская республика | Арли Чонтей Казахстан         |
| До 62 кг     | Син Чхоль Бом КНДР       | Антонио Васкес Мексика                        | Као Чан Хунь Китайский Тайбэй |
| До 69 кг     | Альберт Линдер Казахстан | Ким Мён Хёк КНДР                              | Масанори Миямото Япония       |
| До 77 кг     | Айдар Казов Казахстан    | Вячеслав Яркин Россия                         | Алекс Белльмар Канада         |
| До 85 кг     | Денис Уланов Казахстан   | Андраник Карапетян Армения                    | Чан Ён Хак Республика Корея   |
| До 94 кг     | Егор Климонов Россия     | Рустем Сыбай Казахстан                        | Сарат Сумпрадит Таиланд       |
| До 105 кг    | Симон Мартиросян Армения | Родион Бочков Россия                          | Киа Гадами Иран               |
| Свыше 105 кг | Гор Минасян Армения      | Чэнь Шицзе Китайский Тайбэй                   | Кван У Ман Республика Корея   |

### Женщины
| Вид         | Золото                        | Серебро                                | Бронза                         |
| ----------- | ----------------------------- | -------------------------------------- | ------------------------------ |
| До 48 кг    | Ли Сон Гым КНДР               | Беатрис Пирон Доминиканская Республика | Сри Вахюни Агустиани Индонезия |
| До 53 кг    | Ли Су Ён КНДР                 | Лю Фэнь Китай                          | Супаттра Кейкхонг Таиланд      |
| До 58 кг    | Го Синчжунь Китайский Тайбэй  | Сукания Срисурат Таиланд               | Ким Чхун Сим КНДР              |
| До 63 кг    | Лим Ынсим КНДР                | Тима Туриева Россия                    | Чан Нень Синь Китайский Тайбэй |
| До 69 кг    | Хун Вань Дин Китайский Тайбэй | Карина Горичева Казахстан              | Чон Чхун Хи КНДР               |
| До 75 кг    | Ирина Деха Украина            | Диана Мстиева Россия                   | Ло Ин Юань Китайский Тайбэй    |
| Свыше 75 кг | Ким Гукхян КНДР               | Читчанок Пулсабсакул Таиланд           | Мерси Браун Великобритания     |